# 크런치 블랙
다넬 칼튼 (Darnell Carlton) (1974년 8월 20일 출생), 그의 스테이지 닉네임 크런치 블랙 (Crunchy Black)는 미국의 래퍼이다.

## 커리어
그는 2006년까지 오스카상을 수상한 힙합 그룹 스리 6 마피아의 오랜 멤버였다. 2006년 제78회 아카데미 시상식 (78th Academy Awards)에서, 스리 6 마피아와 프레이저 보이 (Frayser Boy)가 'It's Hard out Here for a Pimp'로 아카데미 주제가상 (Award for Best Original Song)을 수상했다. 크런치 블랙은 자신의 솔로 커리어를 발전시키고자 하는 욕구와 관련된 금전적인 분쟁으로 인해 스리 6 마피아를 떠났다. 2006년 9월 19일, 크런치 블랙의 데뷔 솔로 앨범 On My Own이 발매되었다. 크런치 쪽에서는 이 음반이 DJ 폴과 쥬시 제이에 의해 그의 허락 없이 발매되었다고 말했다. 크런치 블랙의 두 번째 솔로 앨범, From Me To You is 또한 DJ 폴과 주시 J에 의해 그의 허락 없이 발매되었다고 한다. From Me to You는 빌보드 탑 히트시커스 (Top Heatseekers) 차트에서 12위, 탑 R&B/힙합 차트에서 32위, 빌보드 탑 랩 앨범 차트에서 10위에 올랐다. "On My Own"은 빌보드 탑 히트시커스 차트에서 3위, 빌보드 200에서 163위, 빌보드 인디펜던트 앨범 차트에서 15위, 탑 R&B/힙합 차트에서 28위, 빌보드 탑 랩 앨범 차트에서 13위에 올랐다.
2013년, 크런치 블랙은 다 마피아 6ix (Da Mafia 6ix)에 합류했다. DJ 폴, 로드 인페이머스, 쿱스타 니카, 갱스타 부와 함께 한 스리 6 마피아가 재탄생하는 순간이였다.
크런치는 플래티넘 인증 음반 When the Smoke Clears: Sixty 6, Sixty 1, Most Known Unknown, Da Unbreakables 같은 골드 인증 음반 뿐만 아니라 스리 6 마피아와 Chapter 2: World Domination에 크게 기여했다. 크런치는 G-walking으로 알려져 있는데, 그는 멤피스 클럽에서 일을 시작했다고 말하지만 그가 원조자가 아니라는 것을 인정한다.
그는 2012년 7월 1일 라스베이거스에서 얼굴과 다리에 총을 맞았다. 그리고 부상으로부터 매우 빠르게 회복되었고 총격 후 며칠 만에 병원에서 퇴원했다.

## 법적 문제
2014년 3월, 크런치 블랙은 미네소타에서 두 건의 가정폭력 혐의와 한 건의 코카인 소지 혐의로 체포되었다. 미네소타주 스턴즈 카운티에 의해 세 건의 중죄 영장이 발부되었다. 세 영장 모두 전국적인 범죄 인도 절차를 밟았다. TMZ가 이야기를 전달했다. 그는 투옥되었고 그 후 풀려났다.

## 디스코그래피
| On My Own (앨범)                                  | - 발매: 2006 |
| From Me to You (앨범)                             | - 발매: 2007 |
| Crunch Time (EP)                                  | - 발매: 2008 |
| Hypnotize Minds Presents the Blackness (믹스테잎) | - 발매: 2011 |
| The Streets Need to Eat (믹스테잎)                | - 발매: 2012 |
| Money Ain't Nothing to Play With (앨범)           | - 발매: 2015 |